# نيكلاس ماتسون
نيكلاس ماتسون (بالسويدية: Niklas Mattsson)‏ هو متزلج على الثلوج سويدي، ولد في 16 مارس 1992 في سوندسفال في السويد.

## وصلات خارجية
- نيكلاس ماتسون على موقع الاتحاد الدولي للتزلج (ركوب لوح الثلج) (الإنجليزية)
- نيكلاس ماتسون على موقع اللجنة الأولمبية الدولية (الإنجليزية)
- نيكلاس ماتسون على موقع أوليمبيديا (الإنجليزية)
- نيكلاس ماتسون على موقع اللجنة الأولمبية السويدية (السويدية)
- نيكلاس ماتسون على موقع ألعاب إكس (مؤرشف) (الإنجليزية)